# Ferenike

Ferenike de Doina Ruști

Ferenike este un roman de Doina Ruști, apărut în 2025, la editura Humanitas. 
Ferenike este numele unei femei, care a trăit în Grecia Antică.Despre ea se știe că  a participat incognito la întrecerile sportive, unde aveau acces doar bărbații. Adeseori numele ei apare transliterat și în forma Pherenike.
În romanul Doinei Ruști, numele este simbolic, după cum scriitoarea mărturisește într-un interviu. 
Romanul Ferenike este un manifest feminist (Cristi Nedelcu, Gazeta de Sud), dar și unul cu impact social și istoric, „crud, sincer și cumplit de contagios„. (Adrian Lesenciuc, Cultura), constituie însă și „un experiment de investigare a confesiunii, din zonele ei mistice spre cele histrionice sau manipulative”.(Haute Culture).
Ferenike este primul roman autobiografic, semnat de Doina Ruști. (DCNews), povestea unei crime politice, după cum remarcă Adrian Artene, în podcastul său, unul dintre cele mai vizionate hub-uri culturale românești. (Altceva cu Adrian Artene) 